# 2787 Tovarishch
2787 Tovarishch eller 1978 RC6 är en asteroid i huvudbältet som upptäcktes den 13 september 1978 av den rysk-sovjetiske astronomen Nikolaj Tjernych vid Krims astrofysiska observatorium på Krim. Den har fått sitt namn efter barken Tovarishch.
Asteroiden har en diameter på ungefär 19 kilometer och den tillhör asteroidgruppen Eos.